# Oliver Bundgaard
Oliver Bundgaard Kristensen, oftest kun Oliver Bundgaard, (født 15. juni 2001) er en professionel dansk fodboldspiller, der spiller for Viborg FF.
Bundgaard har startet og spillet det meste af karrieren i Randers FC, hvor det blev til 66 førsteholdskampe. Bundgaard kom til Viborg FF i sommerens transfervindue i 2022 og skrev under på en fireårig aftale.
Forsvarsspilleren har tidligere spillet U20-landskampe for Danmark og har også været udtaget til U21-landsholdet.

## Privatliv
Bundgaard er bror til fodboldspilleren Filip Bundgaard, der spiller i Brøndby IF.